# Ендемічний поворотний тиф
Ендемі́чний поворо́тний тиф (англ. tick-borne relapsing fever / TBRF, tick fever, лат. febris recurrens, нім. ruckfall typhus, фр. fievre recurrent, кліщовий поворотний тиф; застаріли синоніми: кліщовий спірохетоз людини, перський поворотний тиф, африканський поворотний тиф, гарячка від укусу кліщів в Ірані, «Табі-гераб-гез», хвороба «чужих» в Ірані та інші назви, часто пов'язані з географічним місцем випадків хвороби) — трансмісивна інфекційна хвороба, яка передається кліщами різних видів роду Ornithodoros. Це ендемічна для великих територій субтропіків і тропіків гарячкова хвороба (точніше, група дуже близьких між собою хвороб) із чергуванням різних за кількістю (від 1 до 26) нападів  гарячки. Кліщовий поворотний тиф — зооноз, який характеризується природною осередковістю із частим просуванням і закріпленням осередків хвороби в населених пунктах і безпосередньо в житлах.
Ендемічний кліщовий поворотний тиф є давнішою хворобою людей у порівнянні з епідемічним вошивим поворотним тифом, тому що люди еволюційно з'явилися пізніше за диких ссавців та інших тварин, джерел інфекції, і відповідно пізніше отримали власних зовнішніх паразитів, таких, як головні та платтяні воші, які саме й передають епідемічний поворотний тиф.

## Історія
Можливо перший опис хворобу зроблений у Стародавній Греції. Дюпре був, мабуть, першим автором, який у 1807—1809 роках повідомив європейському світу думку персів, що паразит, іменований маллєх, своїм уколом (при смоктанні крові) спричинює захворювання людей. Цього зовнішнього паразита називали міанськім клопом за назвою провінції Міан, де нерідко зустрічалася ця хвороба. Цей паразит є кліщем («кена» згідно з місцевим діалектом). У 1857 році відомий мандрівник Девід Лівінгстон описав у Південній Африці (в тодішніх кордонах Анголи) хворобу з неправильними гарячковими нападами, яка з'являлася після укусів (точніше, уколів) кліщів. У 1904 році Е. Кук вперше виявив у крові хворих людей Уганди спірохет (сьогодні їх вважають бореліями). Британські паразитологи Д. Даттон і Д. Тодд (1905, 1907 рік) і майже одночасно з ними Роберт Кох (1906 рік) довели експериментально, що кліщі Ornithodoros moubata служать переносниками збудників африканської кліщової гарячки. Збудника іменували тоді як Spirochaeta duttoni (на сьогодні — Borrelia duttoni). Джозеф Даттон ймовірно помер від цієї хвороби
Є припущення, що середньовічні епідемії так званої жовтої чуми (лат. Pestis Flava, Pestis ictericia) в Англії та Ірландії, спалахи в Ірландії XIX століття під час Великого ірландського голоду спричинювали збудники ендемічного поворотного тифу

## Географічне поширення
Кліщовий ендемічний поворотний тиф зустрічається на всіх материках, крім Австралії і Антарктиди. У Європі він зустрічається на Північному Кавказі, в Закавказзі, на півдні України, в Греції, Югославії, Іспанії та Португалії; в Азії — в Середній Азії, Західному Китаї, Ірані, Іраку, Сирійській районі ОАР, Пакистані, Аравії, Індії; в Африці — на Середземноморському узбережжі, на південь від Сахари по всьому материку; в Північній Америці — в 14 західних штатах США, на півдні Британської
Колумбії, на південному заході Канади; в Центральній Америці — в Мексиці, Панамі, Гватемалі.
Хвороба зустрічається там, де є елементарні природні умови, які підтримуються при безперервності процесу циркуляції в них збудника хвороби. Необхідним мінімумом є наявність збудника, тварини-джерела, кліща переносника і сприйнятливої тварини, за наявності факторів зовнішнього середовища, що не перешкоджають циркуляції збудника. Тому хвороба не зустрічається там, де не живуть відповідні кліщі-переносники, але разом з тим не у всіх регіонах мешкання кліщів ендемічний поворотний тиф циркулює, адже там немає відповідних джерел чи реципієнтів, або несприйнятливі для того фактори довкілля.

## Актуальність

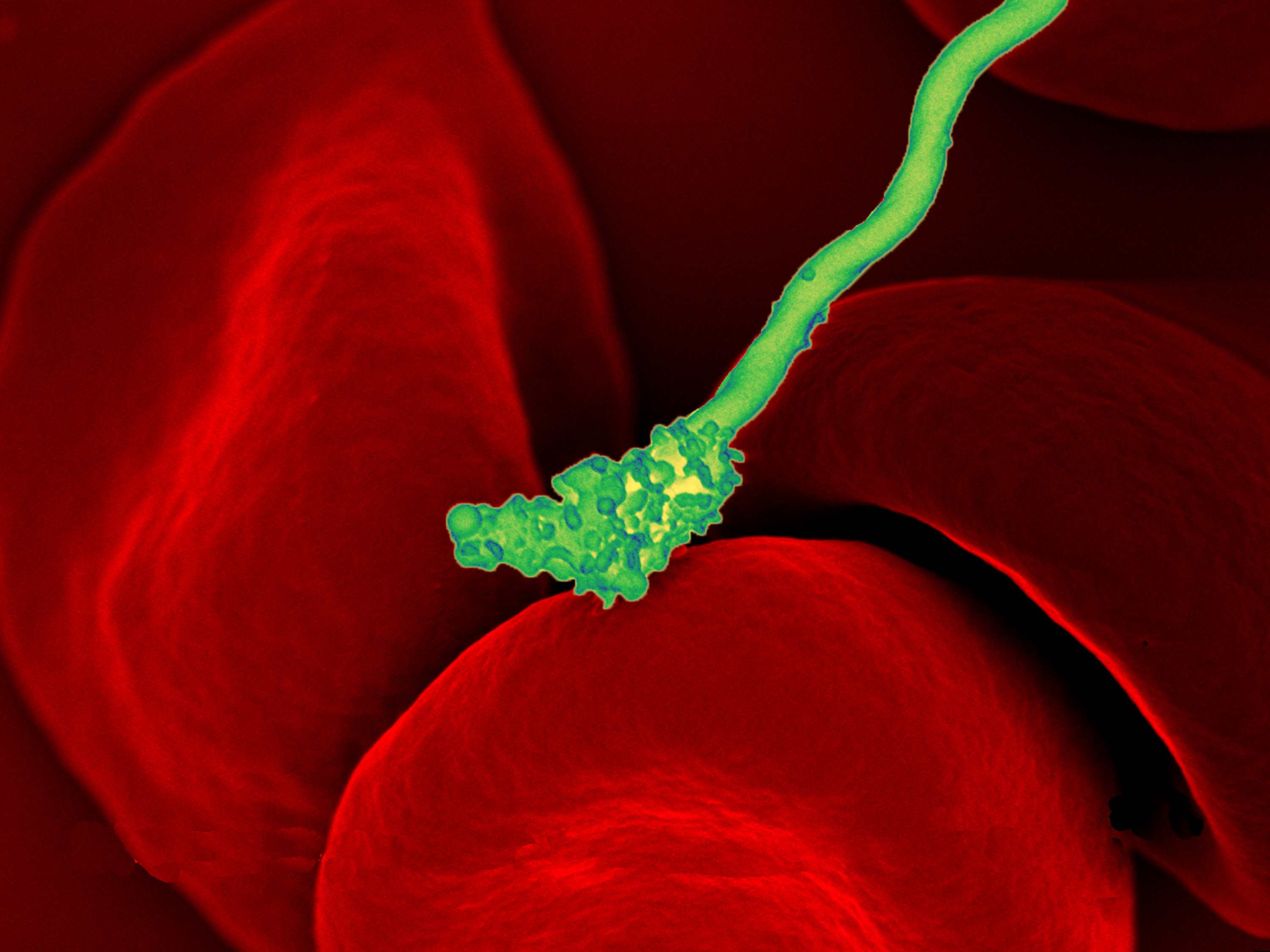
Один із збудників ендемічного поворотного тифу — Borrelia hermsii (зеленим) серед еритроцитів.

Летальність від хвороби за відсутності лікування за деякими даними сягає 10 %. Хоча більшість дослідників вказують на доброякісність перебігу.

## Етіологія
Поширеними збудниками хвороби є бактерії роду Borrelia — Borrelia duttoni, B. hermsii, B. parkeri, B. turicatae. Рідкіснішими наразі вважаються B. crocidurae і B. hispanica. Вони приналежать до порядку Spirochaetalis, родини Treponemataceae, роду Borrelia. Вони завдовжки від 10 до 20 мкм, завтовшки від 0,2 до 0,3 мкм. Ці борелії рухливі, спостерігають їх різний характер руху (поступальний, обертальний, згинальні). Тіло борелій звивисте, витончено на кінцях. Характерною ознакою є нерівномірність витків, число великих витків становить від 5 до 10. Кожен виток 2-3 мкм завдовжки і близько 1 мкм в амплітуді. Для молодих борелій характерні коротші та тонкі форми, більш старі особини товщі та довші. Існують різні штами у цих видів.

## Епідеміологічні особливості

### Джерело і резервуар
При ендемічному кліщовому поворотному тифі ссавці (зокрема велика рогата худоба, свині, собачі, наземні та деревні білки, бурундуки, дрібні гризуни) і плазуни (ящірки, змії, черепахи), жаби є джерелом і резервуаром інфекції.

### Механізм і фактори передачі
Механізм передачі — трансмісивний. Безпосереднім переносником ендемічного поворотного тифу слугують кліщі роду Ornithodoros, які отримують від джерел збудника хвороби. Збудник циркулює в кліщі (ротовий апарат, шлунок), переходить в порожнини його тіла, потрапляє до гемолімфи, через неї проникає в слинні залози і зі слиною впорскується в покриви тіла сприйнятливих організмів, до яких відносять різні види ссавців, рептилій і людину. Збудник, отже, передається інокулятівно (через прямий укус), за допомогою уколу хоботка кліща, зануреного в покриви людини під час кровосмоктання, яке продовжується кілька хвилин. У той же час в покриви тіла надходить слина кліща-переносника, що володіє антикоагулянтами. Смоктання крові практично не відчувається людиною, і він не прокидається, якщо кліщі нападають на нього вночі. Для механізму передачі характерно черезпорожнинне проходження борелій від воріт проникнення до місця виходу з кліща-переносника.
Більшість кліщів роду Ornithodoros кусають у нічний час, а ці укуси залишаються непоміченими більшістю укушених людей. Дорослі кліщі роду Ornithodoros можуть жити протягом багатьох років, годуватися кров'ю при цьому лише кілька раз. Ці кліщі можуть виживати тривалий час в стані голодування. Є свідчення, що у Ornithodoros turicata відбулася подальша передача борелій у лабораторних умовах після 7 років без вживання в їжу крові. У помірних широтах кліщі малоактивні у зимовий період, однак тоді кліщів можуть привертати тепло і вуглекислий газ, які утворює прямий вогонь у приміщеннях. Кліщі-переносники деяких видів легко приживаються в житлі людини і повторно смокчуть його кров. Кровосмоктання порівняно нетривале, тому не виключається можливість того, що кліщ може отримати борелій від хворої людини і потім передати їх здоровій або сприйнятливій дикій чи домашній тварині.
Деякі види кліщів під час смоктання крові випускають коксальну рідину, змішану з гемолімфою, в якій можуть знаходитися борелії, що прониклі до неї зі шлунка. Ця рідина розтікається під кліщем на покривах людини і може потрапити в ранку в місці занурення хоботка кліща в покриви прокормителя, тому й борелія може одночасно разом з коксальною рідиною потрапити в тіло людини. Таку форму передачі збудника називають інокулятивною контамінацією. Кліщі Ornithodoros papillipes виділяють коксальну рідину після закінчення смоктання крові, коли йдуть зі свого прокормителя. Зараження людини у такому випадку може відбуватися контамінативно — при забрудненні пальців коксальною рідиною і занесенням її пальцями ж, наприклад, на кон'юнктиву ока.
Зрідка були описані й інші шляхи передачі ендемічного поворотного тифу, що входять до гемоконтактного механізму — випадкові переливання крові, передачу через укус людини мавпою, що мала кровотечу з ясен, внутрішньовенне вживання наркотиків, трансплацентарно. Борелії не передаються через повітряний аерозоль, слину, сечу, кал, або сперму.

### Сприйнятливість та імунітет
Підвищення рівня захворюваності зазвичай відбувається протягом літа у людей, які виїжджають на природу або подорожують в гірських районах. Безсумнівно, що кліщі нападають на людей будь-якого віку. Після одужання від першого захворювання залишається деякий нестерильний імунітет, який підтримується часто за рахунок нових заражень. Тому доросле корінне населення, що має постійний контакт з кліщами, і не хворіє на кліщовий поворотний тиф, бо воно вже перенесло цю хворобу в ранньому віці. Хоча кліщі-переносники в субтропіках і тропіках можуть бути численні в житлі людини, кліщі на самій людині не живуть, а нападають на нього як на прокормителя. Тому захворювання людей носять одиничний або груповий характер, що визначається побутовими умовами — багатолюдністю сімей, ступенем примітивності житла, яке може бути вельми відповідним біотопом для проживання кліщів. Якщо в таке житло потрапляє приїжджий з місць, де кліщового ендемічного поворотного тифу не буває (тобто повністю відсутній імунітет), то під час нападу заражених кліщів така людина захворює на нього.

## Патогенез
Борелії проникають через пошкодження в шкірі або слизових оболонках, отримують доступ до судинної системи, і, в результаті, поширюються до селезінки, кісткового мозку, печінки, легенів, нирок і центральної нервової системи. Достатньо невеликої їх кількості аби ініціювати інфекційний процес.
Боррелії здатні індукувати цикли захворювання шляхом зміни експресії антигену і утворюючи нові білки на зовнішній поверхні клітини під час перебігу захворювання. Антигенні варіанти називають серотипами. Білки кодуються в плазмідній ДНК. Зміна цих білків запобігає пошкодженню борелій імунною системою, що призводить до повторюваних епізодів гарячки. У 2008 році були ідентифіковані та описані перші пороутворюючі білки (поріни), Oms38, які присутні в зовнішніх оболонках B. duttoni, B. hermsii, B. parkeri, B. turicatae.
Існування імунологічних відмінностей між різними штамами борелій (за місцем їх знаходження) може мати практичне значення для людини в епідеміологічному та імунологічному відношенні. Перехворівши ендемічним поворотним тифом, який спричинив один штам збудника і набувши імунітет до гомологічного штаму, людина може захворіти вдруге при інфікуванні іншим штамом збудника, переданим іншим видом кліща-переносника або тим же самим видом переносника, але який отримав збудника хвороби від іншого тваринного джерела.
Через доброякісний перебіг цієї хвороби патоморфологічні зміни були вивчені на морських свинках, яких заражали збудниками. Часто спостерігають крововиливи в черевну порожнину, під плевру, до ендокарду через значний запальний процес у стінках кровоносних судин відповідних органів. Трапляється й тромбоз судин. Рідше відбувається бронхіт із звуженням просвіту бронхів аж до їхньої облітерації. Як ускладнення спостерігають перибронхит, плеврит і емфізему. У половини досліджених морських свинок було знайдено некроз печінки, який носив токсичний характер. Селезінка певною мірою збільшується, утворюються маленькі вогнища некрозу, відзначають дифузний гемосидероз. Некротичні ділянки печінки можуть служити сприятливим ґрунтом для розвитку вторинної інфекції. У нирках зазвичай ушкоджень не виявляють. У корі надниркових залоз вплив інтоксикації помітний в дегенерації клітин і пікнозі їхніх ядер. Імовірно, що такі зміни відбуваються й в людей.

## Клінічні ознаки

### Класифікація
У МКХ-10 хворобу класифікують до групи «Поворотних гарячок» (А68) як «Породжену кліщами поворотну гарячку» (А68.1). У МКХ-11, затвердження якого заплановано ВООЗ на 2018 рік, хворобу відносять також до «Поворотних гарячок» (1D51).

### Інкубація та первинний афект
Інкубаційний період коливається в межах від 5 до 14 днів. Ще тоді можна помітити гіперемію навколо місця укусу кліща, розмір її досягає зазвичай 1 см в діаметрі. У центрі плями формується вузлик діаметром до 1 мм жовто-вишневого забарвлення. Пляма навколо вузлика жовтішає, далі по периферії видно геморагічне кільце, що розсмоктується протягом декількох днів. Центральна папула зникає лише за кілька тижнів — своєрідний первинний афект.

### Загальні прояви
Продромальні явища зазвичай не виражені або взагалі відсутні. Хворі відчувають загальну розбитість, ломоту в тілі, невеликий озноб, субфебрильну температуру тіла, головний біль, тремтіння кінцівок, невелика діарея.

### Напади гарячки
Головним чинником клінічного перебігу є гарячкові напади (пароксизми). Перший напад триває від 1 до 5 днів. Температура піднімається раптово з невеликим або сильним з ознобом до 40 °C. Падіння температури зазвичай відбувається критичне. Після нападу хворий відчуває почуття загальної розбитості, запаморочення, міальгії. Наступні напади скорочуються до 2-3 днів і навіть декількох годин. Міжгарячкові періоди подовжуються. Загалом крива температури відрізняється невірністю чергування нападів, число яких у різних хворих коливається від 1 до 26. У середньому кількість нападів 8-10.

### Інші зміни під час гарячки
Аускультативно тони серця глухі. Пульс 70-80 ударів за хвилину, задовільного наповнення. Це слід розцінювати як брадикардію під час значного підвищення температури, коли зазвичай пульс має бути прискореним. У легенях можливі явища розлитого бронхіту. Збільшення селезінки незначне або її зовсім не промацують. Печінка, як правило, збільшена, м'якувата, при промацуванні болюча. Язик обкладений несильним білим нашаруванням. Під час гарячкового нападу нерідко буває блювання, апетит поганий. Часто незначна діарея, відзначають розлитий біль по всьому животу.

## Ускладнення
Зрідка виникає ускладнення у вигляді ураження очей — іридоцикліт, ірит, помутніння склоподібного тіла.

## Діагностика

### Загальноклінічні зміни
У клінічному аналізі крові з боку червоної гілки спостерігають невелику гіпохромію і зниження кількості еритроцитів до 3,5-4х1012/л. Під час нападу гарячки відзначають лейкоцитоз до 8-12х109/л, нейтрофільоз з невеликим зсувом формули вліво, помірний лімфоцитоз. У міжгарячовому періоді відсоток лімфоцитів збільшується, має місце моноцитоз, еозинофілія. ШОЕ під час нападів підвищується до 40-60 мм
в годину.
У клінічному аналізі сечі може з'явитися підвищений вміст білка, поодинокі циліндрі.

### Специфічні тести
Головним методом діагностики ендемічного поворотного тифу є виявлення в товстій краплі крові, пофарбованої (без попереднього вилуговування водою) фарбою Романовського — Гимза, борелій. У периферичної крові хворих їх дуже мало — часто 1-2 збудника на кілька крапель крові. Ніякої закономірності в появі або зникненні борелій в периферичної крові помітити не можна. Їх можна виявити як під час нападу гарячки, так і в міжгарячковому періоді.
Важливим є біологічний метод виявлення збудника, коли заражають морських свинок кров'ю хворих шляхом нанесення її крапель на кон'юнктиву ока або на слизову оболонку порожнини носа. Кров захворілих від цього морських свинок у подальшому розглядають на забарвлених препаратах або в свіжому вигляді в темному полі зору мікроскопа. Борелій при цьому може бути незліченна кількість. Можна готувати препарати з мазків різних органів морської свинки з подальшим фарбуванням. Зараженням морських свинок можна встановити наявність борелій у хворого, у якого мікроскопічно в крові виявити збудника хвороби не вдалося.
На сьогодні вже широке поширення в діагностиці цієї хвороби має полімеразна ланцюгова реакція (ПЛР), проводять дослідження крові.

## Лікування
Основним в лікуванні є етіотропна терапія. Лікування кліщового поворотного тифу триває більше, ніж епідемічного, загалом 7-10 днів, адже при меншій тривалості відбувається до 20 % рецидивів гарячки. Використовують перорально переважно доксициклін по 0,1 мг два рази на день, або, якщо він має протипоказання для хворого, можна призначити макроліди, переважно азитроміцин 0,5 г 1 раз на день протягом 3-6 днів. У випадку неврологічних уражень використовують пеніцилін по 3 мільйони одиниць внутрішньом'язово кожні 4 години або цефтріаксон 1 г два рази на день.
Патогенетичне лікування відповідає загальним правилам терапії.

## Профілактика
Профілактика індивідуальна і групова зводиться до того, щоб не ночувати в приміщеннях примітивної конструкції в зоні поширення ендемічного поворотного тифу. Засоби відлякування кліщів не є надійними і не дають гарантії. Тому в ендемічних (особливо південного розташування) місцевостях слід надавати перевагу ночівлі на відкритому повітрі та під пологом, добре підібраним по краях, що перешкоджає проникненню кліщів. Слід уникати ночівлі в природних штучних печерах і в гротах у гірських місцевостях.
Для знешкодження та ліквідації природних вогнищ нори гризунів, де є кліщі, поблизу житла обробляють ДДТ, гексахлораном, хлорпікрином. Споруди старого будування слід ремонтувати, ретельно штукатурити стіни, латати отвори нір домових гризунів, тріщини і отвори в стінах, прибирати сміття. За можливості слід зносити старі будинки та будувати сучасні.
Кліщі нападають на людей і вдень при роботі в печерах, у покинутих спорудах, руїнах. У цих випадках деяку захисну користь може принести носіння високих брезентових чобіт і комбінезонів, рекомендується ретельна заправка одягу, так само, як і взаємні огляди на предмет знайдення місць присмоктування кліщів.
Обробка тварин інсектицидами не є ефективною, адже аргасові кліщі роду Ornithodoros на відміну від іксодових не живуть стало на поверхні тварин, а після укусу швидко їх покидають.

## Цікаві факти
- Для вивчення клінічних проявів ендемічного поворотного тифу відбулось чимало досліджень шляхом експериментального зараження добровольців.
- Збудників цієї хвороби через її доброякісний перебіг використовували часто у терапії нейросифілісу, бо виникаюча гарячка спричинювали певний зворотний розвиток або стабілізацію прогресивного паралічу.